# Mad(e) in Italy
Mad(e) in Italy è il secondo album in studio del gruppo musicale italiano Boomdabash, pubblicato il 5 maggio 2011 dalla Soulmatical.

## Descrizione
Il disco, composto da dodici tracce, è cantato in inglese, dialetto salentino e patois giamaicano. Dall'album sono stati estratti i singoli Murder e Dem Ah Idiot.

## Tracce
1. Life – 3:57
2. Murder – 4:12
3. Overcome – 3:45
4. Monkey Town (feat. Brusco) – 3:30
5. Tè libera – 2:46
6. Calling Up – 3:34
7. Italian Superstar – 4:10
8. Smile and Rise It – 4:02
9. Can't Stop Me – 3:57
10. Nuh sacciu – 3:19
11. Fever – 2:50
12. Dem Ah Idiot – 3:30